# به تو، عزیزم
به تو، عزیزم 
(به تلوگویی: Priyamaina Neeku) و (به انگلیسی: To You, My Dear) فیلمی هندی محصول سال ۲۰۰۱ و به کارگردانی بالاسکاران است. در این فیلم بازیگرانی همچون تارون، سیواجی، سنها و پریتا ویجایاکومار ایفای نقش کرده‌اند.